# 62-es főút (Magyarország)
A 62-es számú főút főútvonal Fejér vármegye két megyei jogú városát, Dunaújvárost és Székesfehérvárt köti össze. Hossza 47 km.

## Fekvése

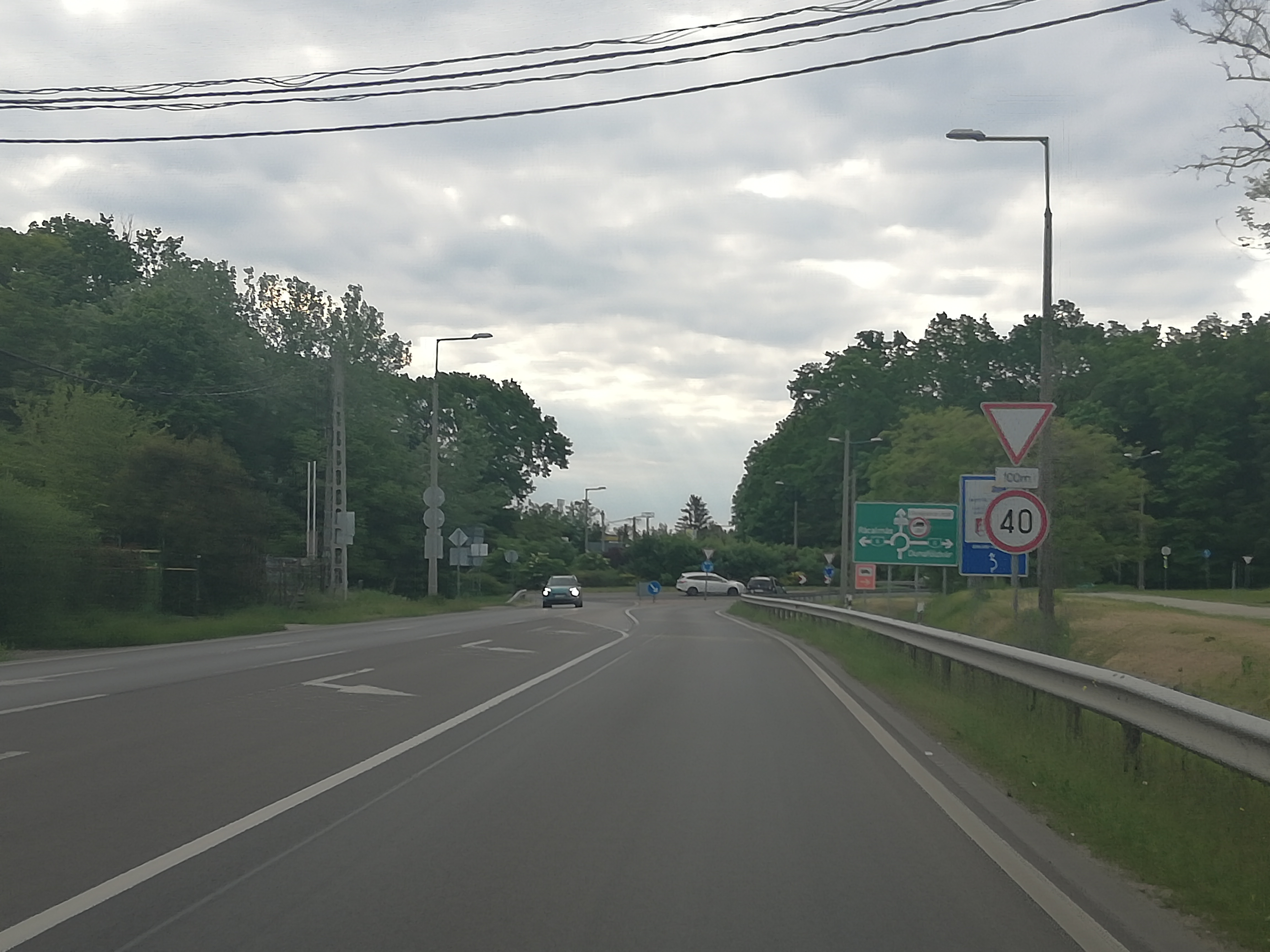
A 62-es főút a 6-os főút dunaújvárosi körforgalma előtt

Dunaújváros területén, Pálhalma településrész közelében ered a 6-os főút elágazásaként. Északnyugati irányban szeli át a Mezőföld északi részét. Az útjába eső települések közül Szabadegyházát, Perkátát és Seregélyest is elkerüli; Székesfehérvár határában keresztezi az M7-es autópályát, majd a város öreghegyi részén torkollik a 7-es főútba.

## Története
1934-ben a kereskedelem- és közlekedésügyi miniszter 70 846/1934. számú rendelete nagyjából a teljes mai szakaszát harmadrendű főúttá nyilvánította, 603-as útszámozással. Komolyabb különbség az akkori és a mai nyomvonal közt csak annyi volt, hogy a régi út áthaladt Seregélyes és Perkáta belterületén is, keleti végpontján pedig Dunapentele (a mai Dunaújváros) központjában csatlakozott a (már akkor is, és azóta is) 6-os útszámozást viselő főútnak az ugyancsak a városközpontot átszelő szakaszához. [A 62-es útszámot akkor a Székesfehérvár-Sárbogárd-Cece útvonal kapta meg.]
A Perkátát elkerülő és tehermentesítő szakaszt 2012. június 28-án adták át. Az új úton megvalósult legnagyobb műtárgy egy 45 méteres híd a patak felett. A beruházás költsége 1,3 milliárd forint volt.
2015. augusztus 1-jén átadták az út Seregélyest elkerülő szakaszát. Az új úton megépült legnagyobb műtárgy a Székesfehérvár–Pusztaszabolcs-vasútvonal feletti felüljáró. Ezen kívül 21,7 kilométeren megvalósult a főút burkolatának megerősítése, így megszűntek főúton a másfél éven át tartó lezárások.
A fejlesztés részeként a kezdő lökés a Budapest–Murakeresztúr-vasútvonal átépítése miatti korrekció és a külön szintű kereszteződés volt, mivel a szintbeni kereszteződésben a fénysorompó elég sokszor hosszabb ideig tiltó jelzést mutatott. Ma már a főút egy felüljárón keresztezi a vasútvonalat.
2018. augusztus 10-én átadták a főút Szabadegyháza-Ipartelepet elkerülő szakaszát is. E beruházás keretében épült egy 2,9 kilométer hosszú, 2x1 sávos út, három szintbeli csomóponttal és egy, a Pusztaszabolcs–Pécs-vasútvonal, az ipartelepre vezető iparvágány és a faluba vezető út feletti felüljáróval, továbbá egy zajvédő fal, illetve fákat, cserjéket is telepítettek.